# Каео Понгпраюн
Каео Понгпраюн  (тай. แก้ว พงษ์ประยูร, 28 березня 1980) — таїландський боксер, олімпійський медаліст.

## Аматорська кар'єра
Перших успіхів досяг на Іграх Південно-Східної Азії в категорії до 45 кг: 2001 року — завоював срібну медаль, 2003 та 2007 став чемпіоном і 2005 — завоював бронзову медаль.
2009 року взяв участь в чемпіонаті Азії в категорії до 48 кг, де завоював золоту медаль.
На чемпіонаті світу 2009 переміг двох суперників, а в 1/8 фіналу програв Хосе де ла Ніеве (Іспанія).
Наприкінці 2009 року здобув перемогу на Іграх Південно-Східної Азії.
На чемпіонаті світу 2011 переміг Хамза Тоуба (Німеччина) і Салмана Алізаде (Взербайджан), а у чвертьфіналі програв Цзоу Шімін (Китай).
Наприкінці 2011 року знов здобув перемогу на Іграх Південно-Східної Азії.
На Олімпійських іграх 2012 став срібним призером.
- В 1/16 фіналу переміг Мохамеда Фліссі (Алжир) — 19-11
- В 1/8 фіналу переміг Карлоса Кіпо (Еквадор) — 10-6
- У чвертьфіналі переміг Александра Александрова (Болгарія) — 16-10
- У півфіналі переміг Давида Айрапетяна (Росія) — 13-12
- У фіналі програв Цзоу Шімін (Китай) — 10-13

## Зовнішні посилання
- Досьє на sport.references.com [Архівовано 13 листопада 2012 у Wayback Machine.]